# Länsväg 274
Länsväg 274 är en länsväg i Stockholms län. Den går mellan trafikplats Arninge på E18 och korsningen med länsväg 222 vid Ålstäket. Vägen passerar Vaxholm, sedan med vägfärja (Vaxholmsleden) till Rindö och ytterligare en vägfärja över Oxdjupet (Oxdjupsleden) till Värmdö.
Vägen börjar som Vaxholmsvägen vid Arninge trafikplats. Vid gränsen till Vaxholms kommun byter den namn till Stockholmsvägen, det namnet behåller den fram till tätorten Vaxholm. Där går vägen på Kungsgatan och Parkgatan ner till Västerhamnsplan. På Rindö heter vägen Rindövägen. På Värmdö heter vägen först Värmdövägen mellan Stenslätten och Hemmesta vägskäl. Därifrån går länsväg 274 på Skärgårdsvägen till Ålstäket.
Vaxholmsbron sammanbinder Kullön och Vaxön. Parallellt med bron går en gång- och cykelbro som har Sveriges längsta brospann byggt i trä.[källa behövs]